# Club Atlético Huracán (Tres Arroyos)
Pour les articles homonymes, voir Club Atlético Huracán (homonymie).
Maillots
Dernière mise à jour : 21 mars 2024.
Le Club Atlético Huracán est un club de football argentin basé à Tres Arroyos dans la province de Buenos Aires. 
Le club évolue en première division lors de la saison 2004-2005.

## Anciens entraîneurs
- 2006:  Néstor Clausen
- Nicolás Russo
- Leonardo Gómez

## Anciens joueurs
- Jeremias Caggiano
- Rodrigo Palacio